# Historia Contemporánea (revista)
Historia Contemporánea es una revista científica española del área de historia contemporánea, editada por la Universidad del País Vasco.

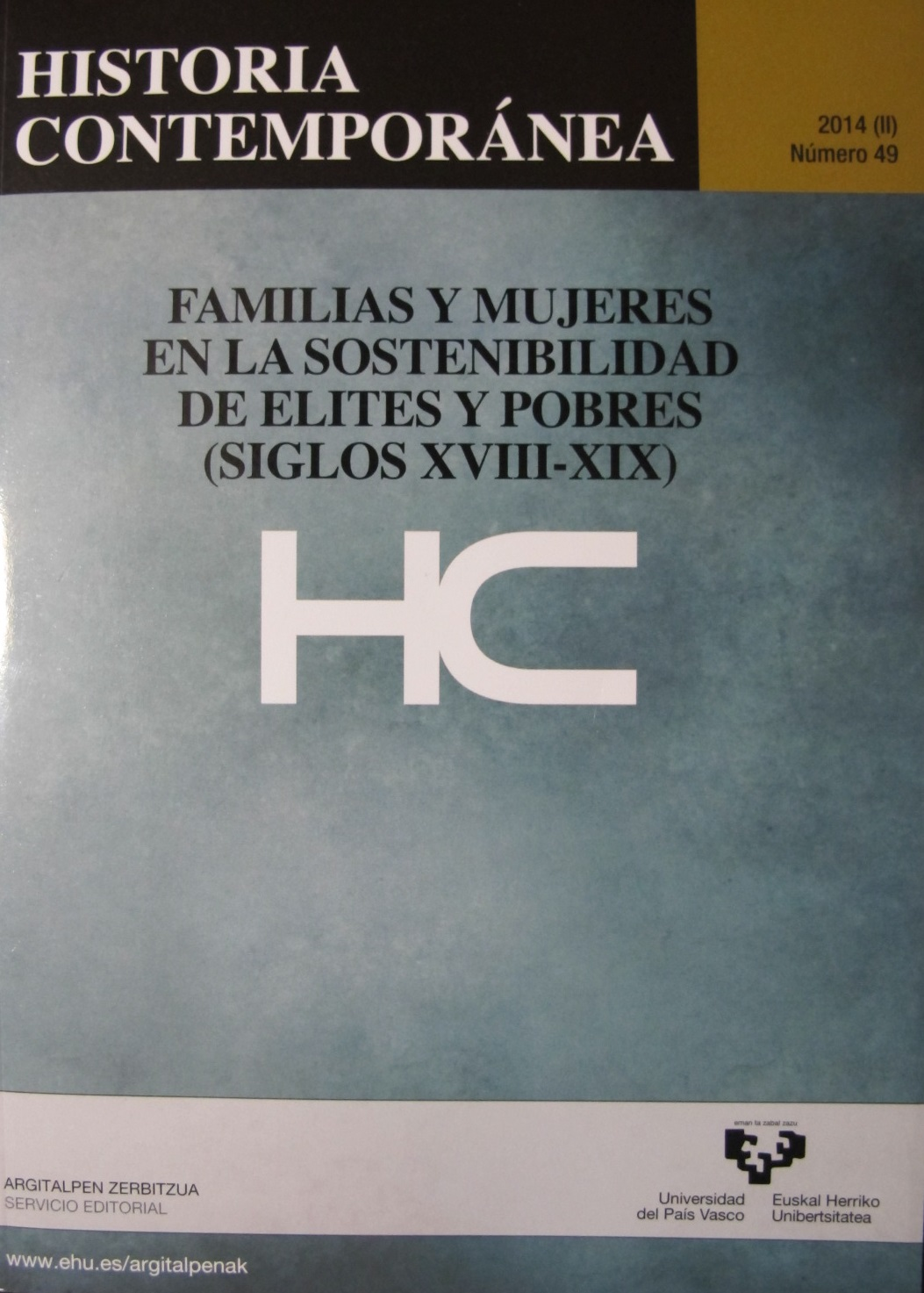
Portada de un número

El primer número de Historia Contemporánea apareció en 1988. Desde 1990 tiene una periodicidad semestral, posteriormente, y desde 2016 cuatrimestral. La publica el servicio editorial de la Universidad del País Vasco y está dirigida por el profesor titular José Mª Beascoechea Gangoiti. Su primer director fue el historiador español Manuel Tuñón de Lara, y hasta 20018 lo fue el catedrático Manuel González Portilla. Los números usualmente alternan números monográficos con un dossier y artículos misceláneos, junto con reseñas de libros publicados recientemente.
Historia Contemporánea está reconocida con el sello de calidad de la Fundación para la Ciencia y la Tecnología (FECYT), y se encuentra recogida e indexada en: Scopus, ESCI, DOAJ, Fuente Académica Plus, American History and Live, Historical Abstracts, Sociological Abstracts, IPSA, País International, ISOC, MLA, Political Sciencie Complete y WPSA. También la recogen los sumarios y repertorios de Ulrich's, Dialnet, Latindex, REDIB y Sumaris CBUC. Se encuentra evaluada en:  SJR, SCImago Journal & Country Rark, ERIHPlus, DICE, CIRC (B), ANEP, Carhus Plus+2014, Latindex-2 y MIAR.  Sus Políticas de Acceso son: Dulcinea (azul) y SHERPA/ROMEO (green).